# Mário Joaquim Azevedo
Mário Joaquim Azevedo (1940) é um novelista, historiador, professor, e epidemiólogo moçambicano.
Durante a Guerra da Independência de Portugal refugiou-se nos Estados Unidos, tendo alcançado a licenciatura na Universidade Católica da América. Mais tarde obteve o seu mestrado em História na American University e também um mestrado em Saúde Pública na Universidade da Carolina do Norte em Chapel Hill. Finalmente recebeu o seu doutoramento da Universidade Duke.

Em 1980 tornou-se professor associado de história na Universidade Estatal Jackson, passando em 1986 à UNC Charlotte, onde é professor Frank Porter Graham e chefia o Departamento de Estudos Africanos e Afro-Americanos.

Azevedo foi co-coordenador do Southeastern Seminário Regional em Estudos de África de 1987 a 1989.

## Obra
- O Caçador de Regressar, 1978[8]
- África e Suas Pessoas: Uma Encuesta Interdisciplinaria do Continente (editor), 1982[8]
- Camarões e Seu Carácter Nacional (editor), 1984[8]
- Camarões e Chade em Perspectivas Históricas e Contemporâneas (editor), 1989[8]
- Dicionário histórico de Moçambique, 1991[8]
- Kenya: A Terra, as Pessoas, e a Nação (editor), 1993[8]
- Africana Estudos: Uma Encuesta de África e a Diáspora africana (editor), 1993[8]
- Chade: Uma Nação em Busca de Seu Futuro (co-authored com Emmanuel Ou. Nnadozie), 1997[8]
- Raízes de Violência: História de Guerra em Chade, 1998[8]
- Tragédia e Triunfo: Refugiados de Moçambique em África Do sul, 1977-2001, 2002